# Clinio Freitas
Clinio Marcelino de Freitas Neto (Niterói, 8 de enero de 1964) es un deportista brasileño que compitió en vela en la clase Tornado. Participó en dos Juegos Olímpicos de Verano entre los años 1988 y 1992, obteniendo una medalla de bronce en Seúl 1988 la clase Tornado.

## Palmarés internacional
| Juegos Olímpicos | Juegos Olímpicos     | Juegos Olímpicos  | Juegos Olímpicos |
| Año              | Lugar                | Medalla           | Clase            |
| ---------------- | -------------------- | ----------------- | ---------------- |
| 1988             | Seúl (Corea del Sur) | Medalla de bronce | Tornado          |